# William Henry Dean
William Henry "Billy" Dean (Manchester, 6 de febrer de 1887 - Withington, Gran Manchester, 2 de maig de 1949) va ser un waterpolista i futbolista anglès que va competir a començaments del segle xx.
El 1920 va prendre part en els Jocs Olímpics d'Anvers, on va disputar la competició de waterpolo, en què guanyà la medalla d'or amb l'equip del Regne Unit.
Durant dues temporades fou porter del Manchester United FC.